# Øsløs
Øsløs is een plaats in de Deense regio Noord-Jutland, gemeente Thisted. De plaats telt 239 inwoners (2008).